# Pieter de Jode II

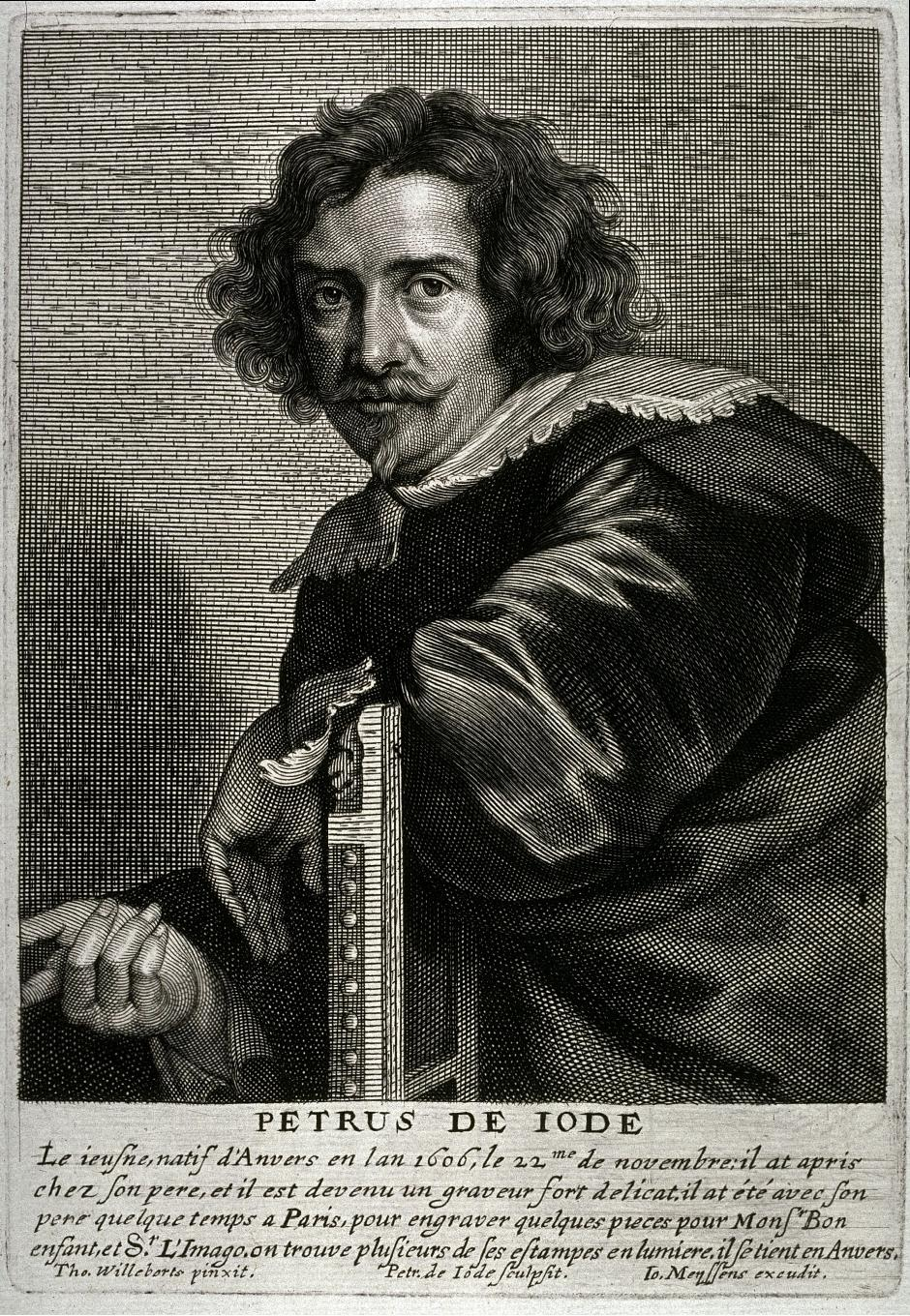
Pieter de Jode II según retrato pintado por Thomas Willeboirts Bosschaert.

Pieter de Jode llamado el Joven (Amberes,1606 - ¿Inglaterra?, después de 1674) fue un grabador y editor barroco flamenco.

## Biografía
Miembro de una extensa familia de artistas, Pieter se formó como dibujante y grabador con su padre, Pieter de Jode I (1570–1634). Fue admitido como miembro de la guilda de San Lucas en 1628. En 1631 se trasladó a París junto con su padre. De regreso a Amberes contrajo matrimonio con Justa Galle, viuda de Adriaen Collaert e hija de Philipe Galle.
Aun cuando Pieter de Jode realizó algunos grabados de tema religioso y mitológico (varios de ellos, siguiendo diseños de Jacob Jordaens), su especialización fue el retrato a partir de diseños de Peter Paul Rubens y otros artistas. Un nutrido conjunto de ellos reunió como editor en un volumen con el título Theatrum pontificum, imperatorum, regum, ducum, principum, etc. pace et bello illustrium publicado en Amberes en 1651. Firmadas muchas de las estampas por él, bien como editor o como grabador, incluía también estampas de otros grabadores, como Coenraet Waumans, Cornelis Meyssens y Cornelis Galle II, reproduciendo diseños de Tiziano, Anton van Dyck, Peter Paul Rubens, Gaspar de Crayer o Charles Wautier.
Colaboró como grabador en la serie de retratos Iconografía de Anton van Dyck, inacabada a la muerte de este (1641) y publicada en formato de libro años después; y es posible que por este motivo viajara a Inglaterra en varias ocasiones. 
No hay documentación que concrete dónde y cuándo falleció De Jode, pero probablemente fue en Inglaterra y no antes de 1674, fecha de su último grabado conocido.